# Вестербю, Эдвин
Эдвин Вестербю (швед. Edvin Vesterby; 23 октября 1927, Ригулди, Ляэнемаа, Эстония) — шведский борец греко-римского и вольного стилей, серебряный призёр Олимпийских игр, десятикратный чемпион Швеции (6 раз в греко-римском стиле и 4 раза в вольном) .

## Биография
Родился в Эстонии, в 1944 году в 16-летнем возрасте бежал из Эстонии в Швецию, где в 1946 году начал заниматься борьбой. По профессии электрик.   
В 1951 году стал чемпионом Швеции и на чемпионате мира по вольной борьбе остался четвёртым. 
На летних Олимпийских играх 1952 года в Хельсинки боролся в вольной борьбе в легчайшем весе (до 57 кг). По регламенту турнира борец получал в схватках штрафные баллы. Набравший 5 штрафных баллов спортсмен выбывал из турнира. Титул оспаривали 18 борцов.
Эдвин Вестербю даже после необязательного поражения в четвёртом круге, мог рассчитывать на награду, в том числе и на «золото». Однако в следующей встрече потерпел поражение от будущего чемпиона  Сёхати Исии, перебрал штрафных баллов и выбыл из турнира, оставшись на итоговом четвёртом месте. 
| Выступление на Олимпийских играх 1952 года | Выступление на Олимпийских играх 1952 года | Выступление на Олимпийских играх 1952 года | Выступление на Олимпийских играх 1952 года | Выступление на Олимпийских играх 1952 года | Выступление на Олимпийских играх 1952 года | Выступление на Олимпийских играх 1952 года |
| Круг                                       | Соперник                                   | Страна                                     | Результат                                  | Баллы                                      | Всего баллов                               | Время схватки                              |
| ------------------------------------------ | ------------------------------------------ | ------------------------------------------ | ------------------------------------------ | ------------------------------------------ | ------------------------------------------ | ------------------------------------------ |
| 1                                          | Шарль Куё                                  | Франция                                    | Победа По очкам                            | 2-1 -1                                     | -1                                         |                                            |
| 2                                          | Омар Блебель                               | Аргентина                                  | Победа Туше                                | 0                                          | -1                                         | 10:58                                      |
| 3                                          | Кен Ирвин                                  | Великобритания                             | Победа Туше                                | 0                                          | -1                                         | 6:30                                       |
| 4                                          | Кемиль Серибачак                           | Турция                                     | Поражение По очкам                         | 0-3 -3                                     | -4                                         |                                            |
| 5                                          | Сёхати Исии                                | Япония                                     | Поражение По очкам                         | 0-3 -3                                     | -7                                         |                                            |

В 1955 году на чемпионате мира вновь остался за чертой призёров, четвёртым, но уже по греко-римской борьбе.  
На летних Олимпийских играх 1956 года в Мельбурне боролся по греко-римской борьбе в легчайшем весе (до 57 кг). Регламент турнира в основном остался прежним, борец получал в схватках штрафные баллы. Набравший 5 штрафных баллов спортсмен выбывал из турнира. Титул оспаривали 13 борцов.
На этих играх Эдвину Вестербю повезло: так как в третьем круге его противник не явился на встречу, в четвёртом кругах оставалось нечётное количество борцов, и он не принимал в нём участия по жребию, таким образом сохранил силы и не оброс штрафными очками. В пятом круге минимально, но победив румынского борца, он вышел в финал с одинаковыми баллами с Константином Вырупаевым. Но в финальной встрече он Вырупаеву уступил, и Вестербю остался с серебряной медалью, единственной наградой борца на крупных международных соревнованиях за его долгую карьеру. 
В разных источниках приводятся разные версии турнирного расклада финальных встреч.
Так, по одним данным  к финалу сложилась ситуация, когда трое борцов вышли с одинаковым количеством штрафных баллов, при этом каждый имел от финалистов по одной победе и одному поражению. Победа была отдана Константину Вырупаеву потому что он победил Франческа Хорвата единогласным решением судей, а Вестербю со счётом 2-1. 
По другим данным  если Вестербю проигрывал Константину Вырупаеву со счётом 2-1, то три борца — Константин Вырупаев, Вестерби и Хорват набирали одно и то же количество штрафных баллов, и таким образом места распределялись бы по весу борцов, при этом среди троих борцов Вестербю был самым тяжёлым и мог рассчитывать только на «бронзу». Меньше чем за минуту до конца встречи Вырупаев — Вестербю шведский борец получил от своего тренера Рудольфа Сведберга команду лечь. Таким образом Вырупаев стал чемпионом, а Вестербю, поскольку победил Франчиска Хорвата в личной встрече, получил «серебро».
| Выступление на Олимпийских играх 1956 года | Выступление на Олимпийских играх 1956 года | Выступление на Олимпийских играх 1956 года | Выступление на Олимпийских играх 1956 года | Выступление на Олимпийских играх 1956 года | Выступление на Олимпийских играх 1956 года | Выступление на Олимпийских играх 1956 года |
| Круг                                       | Соперник                                   | Страна                                     | Результат                                  | Баллы                                      | Всего баллов                               | Время схватки                              |
| ------------------------------------------ | ------------------------------------------ | ------------------------------------------ | ------------------------------------------ | ------------------------------------------ | ------------------------------------------ | ------------------------------------------ |
| 1                                          | Динко Петров                               | Болгария                                   | Поражение По очкам                         | 1-2 -2                                     | -2                                         |                                            |
| 2                                          | Франц Бруннер                              | Австрия                                    | Победа По очкам                            | 3-0 -1                                     | -3                                         |                                            |
| 3                                          | Яшар Иылмаз                                | Турция                                     | Победа Неявка противника                   | 0                                          | -3                                         |                                            |
| 4                                          |                                            |                                            |                                            | 0                                          | -3                                         |                                            |
| 5                                          | Франчиск Хорват                            | Румыния                                    | Победа По очкам                            | 2-1 -1                                     | -4                                         |                                            |
| Финал                                      | Константин Вырупаев                        | Союз Советских Социалистических Республик  | Поражение Туше                             |                                            |                                            |                                            |

В 1958 году на чемпионате мира остался лишь пятым.
На Летних Олимпийских играх 1960 года в Риме боролся как по греко-римской, так и по вольной борьбе, в легчайшем весе (до 57 килограммов).  Регламент турнира в основном остался прежним, с некоторыми изменениями, а именно за чистое поражение начислялись 4 штрафные баллы, и набравший 6 а не 5 штрафных баллов спортсмен выбывал из турнира. Кроме того, был введён ничейный результат встречи с двумя штрафными баллами каждому спортсмену.
В греко-римской борьбе титул оспаривали 28 борцов.
В пятом круге, сведя встречу с чехом Иржи Швецем, из турнира выбыл, заняв итоговое четвёртое место. 
| Выступление на Олимпийских играх 1960 года (GR) | Выступление на Олимпийских играх 1960 года (GR) | Выступление на Олимпийских играх 1960 года (GR) | Выступление на Олимпийских играх 1960 года (GR) | Выступление на Олимпийских играх 1960 года (GR) | Выступление на Олимпийских играх 1960 года (GR) | Выступление на Олимпийских играх 1960 года (GR) |
| Круг                                            | Соперник                                        | Страна                                          | Результат                                       | Баллы                                           | Всего баллов                                    | Время схватки                                   |
| ----------------------------------------------- | ----------------------------------------------- | ----------------------------------------------- | ----------------------------------------------- | ----------------------------------------------- | ----------------------------------------------- | ----------------------------------------------- |
| 1                                               | Орландо Гончалвес                               | Португалия                                      | Победа По очкам                                 | -1                                              | -1                                              | 12:00                                           |
| 2                                               | Франц Брюннер                                   | Австрия                                         | Победа По очкам                                 | -1                                              | -2                                              | 12:00                                           |
| 3                                               | Динко Петров                                    | Болгария                                        | Поражение По очкам                              | -3                                              | -5                                              | 12:00                                           |
| 4                                               | Стипан Дора                                     | Югославия                                       | Победа Туше                                     | 0                                               | -5                                              | 11:15                                           |
| 5                                               | Иржи Швец                                       | Чехословакия                                    | Ничья                                           | -2                                              | -7                                              | 12:00                                           |

В вольной борьбе титул оспаривали 19 борцов. Проиграв две встречи, Эдвин Вестербю выбыл из турнира. 
| Выступление на Олимпийских играх 1960 года (LL) | Выступление на Олимпийских играх 1960 года (LL) | Выступление на Олимпийских играх 1960 года (LL) | Выступление на Олимпийских играх 1960 года (LL) | Выступление на Олимпийских играх 1960 года (LL) | Выступление на Олимпийских играх 1960 года (LL) | Выступление на Олимпийских играх 1960 года (LL) |
| Круг                                            | Соперник                                        | Страна                                          | Результат                                       | Баллы                                           | Всего баллов                                    | Время схватки                                   |
| ----------------------------------------------- | ----------------------------------------------- | ----------------------------------------------- | ----------------------------------------------- | ----------------------------------------------- | ----------------------------------------------- | ----------------------------------------------- |
| 1                                               | Терри Маккэн                                    | Соединённые Штаты Америки                       | Поражение По очкам                              | -3                                              | -3                                              |                                                 |
| 2                                               | Фред Кеммерер                                   | Германия                                        | Поражение По очкам                              | -3                                              | -6                                              |                                                 |

В 1962 году был шестым на чемпионате мира и оставил большой спорт. Затем работал тренером в детских и юношеских спортивных школах. 
Живёт в Веллинбю.